# Дубов'язівський цукровий комбінат
Дубов'язівський цукровий комбінат — підприємство харчової промисловості у селищі міського типу Дубов'язівка Конотопського району Сумської області, яке припинило існування.

## Історія

Цукровий завод у 1900р.

Бурякоцукровий завод в селі Дубов'язівка Конотопського повіту Чернігівської губернії Російської імперії був побудований в 1898 році місцевим поміщиком Кандибою — після того, як в результаті будівництва залізничної лінії Конотоп — Ворожба економічний розвиток прилеглої до неї місцевості активізувався. Спочатку, працівниками заводу були місцеві селяни — робочі жили в бараках, тривалість робочого дня становила 12 — 14 годин, за невеликі порушення призначалися штрафи.
Під час першої російської революції у вересні 1905 року на заводі селяни-поденники почали страйк, разом з робітниками інших цукрових заводів висунувши вимогу ввести 8-годинний робочий день і політичні вимоги. Після цього в районі Дубов'язівки були розміщені на постій козаки.
У 1917 році в селі була встановлена влада Української Народної Республіки, на цукровому заводі ввели 8-годинний робочий день і робочий контроль над виробництвом. На початку вересня 1917 року селяни розділили між собою землі цукрового заводу, переорали їх і засіяли озимими.
У першій половині листопада 1917 року Дубов'язівку окупувала радянська влада і обраний ревком з трьох чоловік, який очолив слюсар цукрового заводу М. П. Ліфаренко. Після цього робітники добилися від правління цукрового заводу скасування системи грошових штрафів і положення про негайне звільнення працівників, які висловили свою незгоду із заводською адміністрацією. Але вже у березні 1918 року радянських окупантів вибили з села і відновили владу УНР.
На початку січня 1919 року село знову окупували частини червоної армії, цукровий і спиртовий заводи були націоналізовані, а для забезпечення цукрового заводу сировиною був створений радгосп «Дубов'язівський», але в подальшому територія Конотопського повіту до грудня 1919 року знаходилася в зоні бойових дій громадянської війни. У грудні 1919 року відступаючі частини армії Денікіна розграбували завод.
Відновлення підприємств почалося в 1920 році, в вересні 1921 року він відновив роботу і в перший сезон провів 13 920 пудів цукру. У 1923 році Дубов'язівка стала центром сільради і при цукровому заводі було відкрито медпункт, який зіграв значну роль в охороні здоров'я місцевих жителів. У 1925 році в результаті об'єднання цукрового заводу і  радгоспу (з 3500 гектарами землі) був створений  Дубов'язівський цукровий комбінат. У 1926 році від станції Дубов'язівка до підприємства була прокладена залізнична гілка, що дозволило збільшити продуктивність і кількість робочих заводу (до 308 чоловік). В ході індустріалізації 1930-х років завод був реконструйований і розширений. В цей же час у зв'язку зі збільшенням обсягів виробництва цукру, посіви цукрових буряків на території Дубовязівського району були збільшені.
В ході другої світової війни з 11 вересня 1941 до 7 вересня 1943 року село було окуповане німецькими військами, перед відступом гітлерівці повністю зруйнували цукровий завод. У 1943 році була відремонтована заводська електростанція, потім — залізнична гілка і заводські майстерні. Надалі, відповідно до четвертого п'ятирічного плану відновлення і розвитку народного господарства СРСР (1946—1950 рр.) цукровий комбінат і бурякорадгосп були повністю відновлені, також була побудована нова ТЕЦ.
У 1960 році підприємство виробило 250,1 тис. центнерів цукру, в 1965 році — 471,7 тис. центнерів цукру. В цілому, за часів радянської окупації України цукровий комбінат входив в число провідних підприємств селища. На балансі комбінату перебували заводський клуб, бібліотека, медпункт, а також житлові будинки та інші об'єкти соціальної інфраструктури.
Після проголошення незалежності України комбінат перейшов у відання Державного комітету харчової промисловості України. У липні 1995 року Кабінет Міністрів України затвердив рішення про приватизацію цукрового комбінату і бурякорадгоспу. Надалі, державне підприємство було перетворено в відкрите акціонерне товариство. В червні 1999 року Кабінет Міністрів України передав комбінат в комунальну власність Сумської області. Вже в липні 2005 року Дубов'язівський цукровий комбінат став банкрутом, зупинив роботу та в подальшому припинив своє існування.